# Tethina flavoidea
Tethina flavoidea är en tvåvingeart som beskrevs av Beschovski 1997. Tethina flavoidea ingår i släktet Tethina och familjen Canacidae. Inga underarter finns listade i Catalogue of Life.